# Seguros La Previsora
Seguros La Previsora es una aseguradora de Venezuela con base en Caracas. Es la segunda aseguradora en el ranking de ese país según la Superintendencia de Seguros y la primera de capital venezolano.
Fue fundada el 12 de marzo de 1914 con el nombre de La Equitativa, de inmediato comenzó su crecimiento al adquirir la cartera de seguros de la Compañía Venezolana de Seguros. Poco después se decidió cambiar el nombre a Seguros La Previsora que para 1930 ya había adquirido otra empresa, Seguros Fénix. En 1973 inauguró su actual sede ubicada en Plaza Venezuela, en el centro geográfico de la ciudad de Caracas.
El crecimiento de la empresa ha sido sostenido desde la década de 1990, para 1997 era la séptima aseguradora más grande de Venezuela, pasando en 2004 al tercer puesto y en 2009 al segundo.
En 2004, La Previsora adquiere el 95% del capital accionario del Banco Confederado, por un monto de 20 millones de dólares. Pero luego de dos años deciden vender el banco a finales de 2006.